# レクター・ストリート駅 (IRTブロードウェイ-7番街線)
レクター・ストリート駅 (レクター・ストリートえき、英語: Rector Street) はニューヨーク市地下鉄IRTブロードウェイ-7番街線の駅である。マンハッタン区フィナンシャル・ディストリクトのグリニッジ・ストリートとレクター・ストリートの交差点に位置し、1系統が終日停車する。

## 歴史
駅は1918年7月1日、ブロードウェイ-7番街線が34丁目-ペン・ステーション駅からサウス・フェリー・ループス駅まで延伸した際に開業した。新しい"H"システムが1918年8月1日に導入され、タイムズ・スクエア-42丁目駅以北を走行する全てのIRTブロードウェイ-7番街線列車はサウス・フェリー駅・ウォール・ストリート駅方面行きとなり、42丁目駅から分岐しグランド・セントラル駅へ向かっていた列車は現在の42丁目シャトルとなり、両駅間の往復運転となっている。
2001年9月11日、アメリカ同時多発テロが発生しワールド・トレード・センターのビル2棟が崩落、この影響で付近の地下を通過していたブロードウェイ-7番街線のトンネルはコートランド・ストリート駅（現:WTCコートランド駅）のあった場所も含めて575フィート（175メートル）近くが完全に破壊された。このためブロードウェイ-7番街線本線はチェンバーズ・ストリート駅以南が不通となった。その後、完全に破壊された575フィートを含めた約1,000フィート（300メートル）の区間でトンネルが再建され、2002年9月15日より列車の運行が再開され同時に当駅も営業を再開した。なお、この閉鎖期間中に駅は改装を行っている。
2012年10月にアメリカ東海岸を襲ったハリケーン・サンディの影響で、南隣駅のサウス・フェリー駅が浸水の被害に遭い28日より駅が閉鎖された。この結果2013年4月4日に旧ループ線ホームへの発着を開始するまでの間終着駅を無くした1系統の列車は全列車当駅を終着駅とし折り返し運転を行っていた。

## 駅構造
| G          | 地上階                         | 出入口                                                                           |
| P ホーム階 | 相対式ホーム、右側の扉が開く。 | 相対式ホーム、右側の扉が開く。                                                   |
| P ホーム階 | 北行線                         | ← ヴァン・コートラント・パーク-242丁目駅行き（WTCコートランド駅）                |
| P ホーム階 | 南行線                         | → サウス・フェリー駅行き（終点）→ （定期列車なし：サウス・フェリー・ループス駅） |
| P ホーム階 | 相対式ホーム、右側の扉が開く。 |                                                                                  |

駅は相対式ホーム2面と線路2線を有した2面2線の地下駅である。アートワークは一切ない。

### 出口
駅には南北ホーム上に独立して計5箇所の改札口がある。なお、ホーム間連絡通路はない。
- 1つ目は南行ホーム北端に位置し、出場専用改札機2機と回転式改札機2機がありグリニッジ・ストリートとレクター・ストリートの交差点北西へ階段1本が接続している[7]。
- 2つ目は南行ホーム中央にある2つの階段を上がった先の改札階に位置し、出場専用改札機が1機ある。地上へは階段がレクター・ストリートとモリス・ストリートの間に接続している[7]。
- 3つ目は南行ホーム南端に位置し、回転式改札機がありブルックリン-バッテリートンネル坑口付近、グリニッジ・ストリートとモリス・ストリートの交差点西側に階段1本が接続している[7]。
- 4つ目は北行ホーム北端の階段を上った先の改札階に位置し、回転式改札機ときっぷ売り場、グリニッジ・ストリートとレクター・ストリートの交差点北東への階段1本がある[7]。
- 5つ目は北行ホーム南端に位置し、回転式改札機2機とグリニッジ・ストリートとモリス・ストリートの交差点北東への階段2本がある[7]。

## ギャラリー

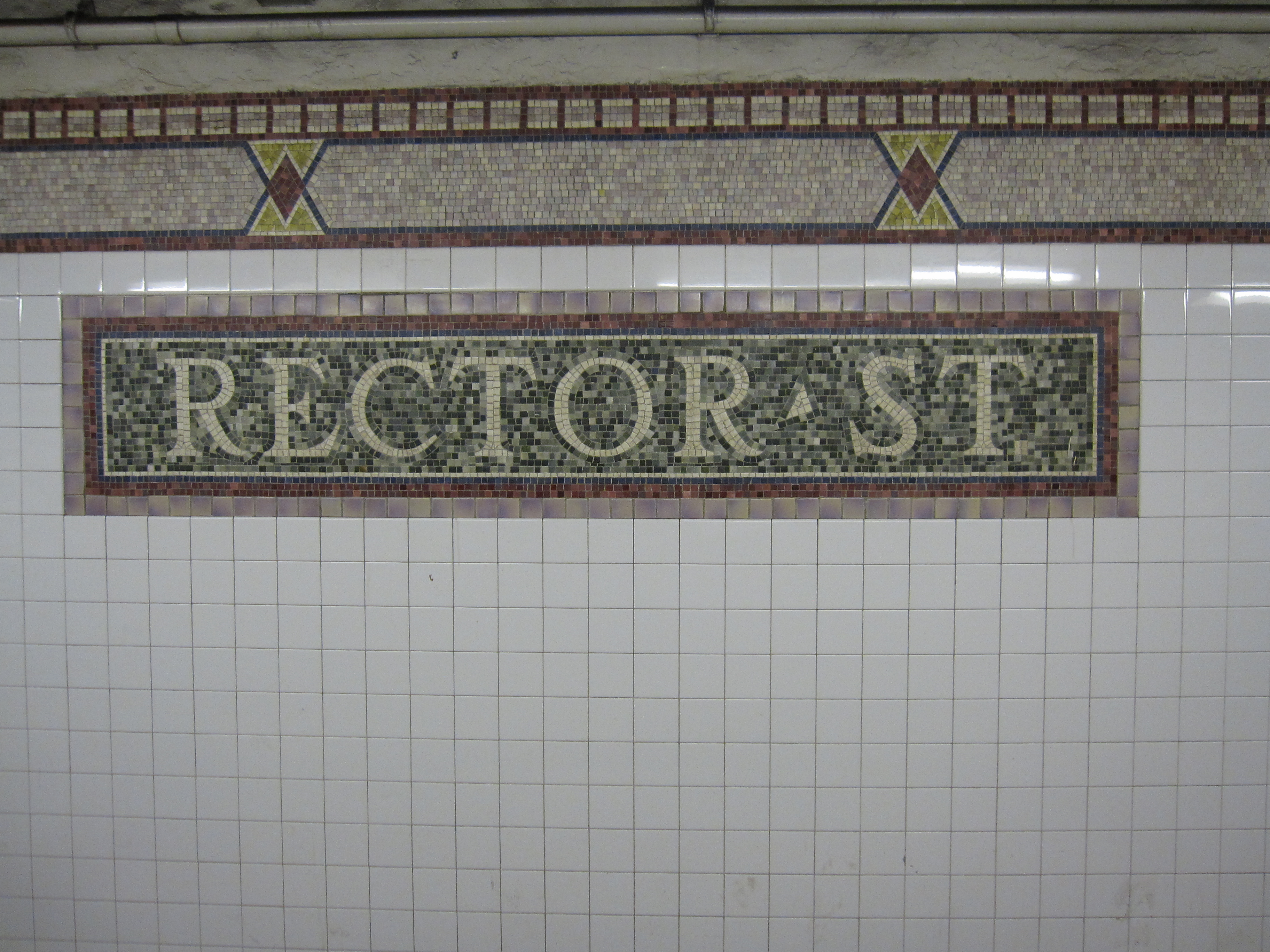
モザイクを用いた駅名標
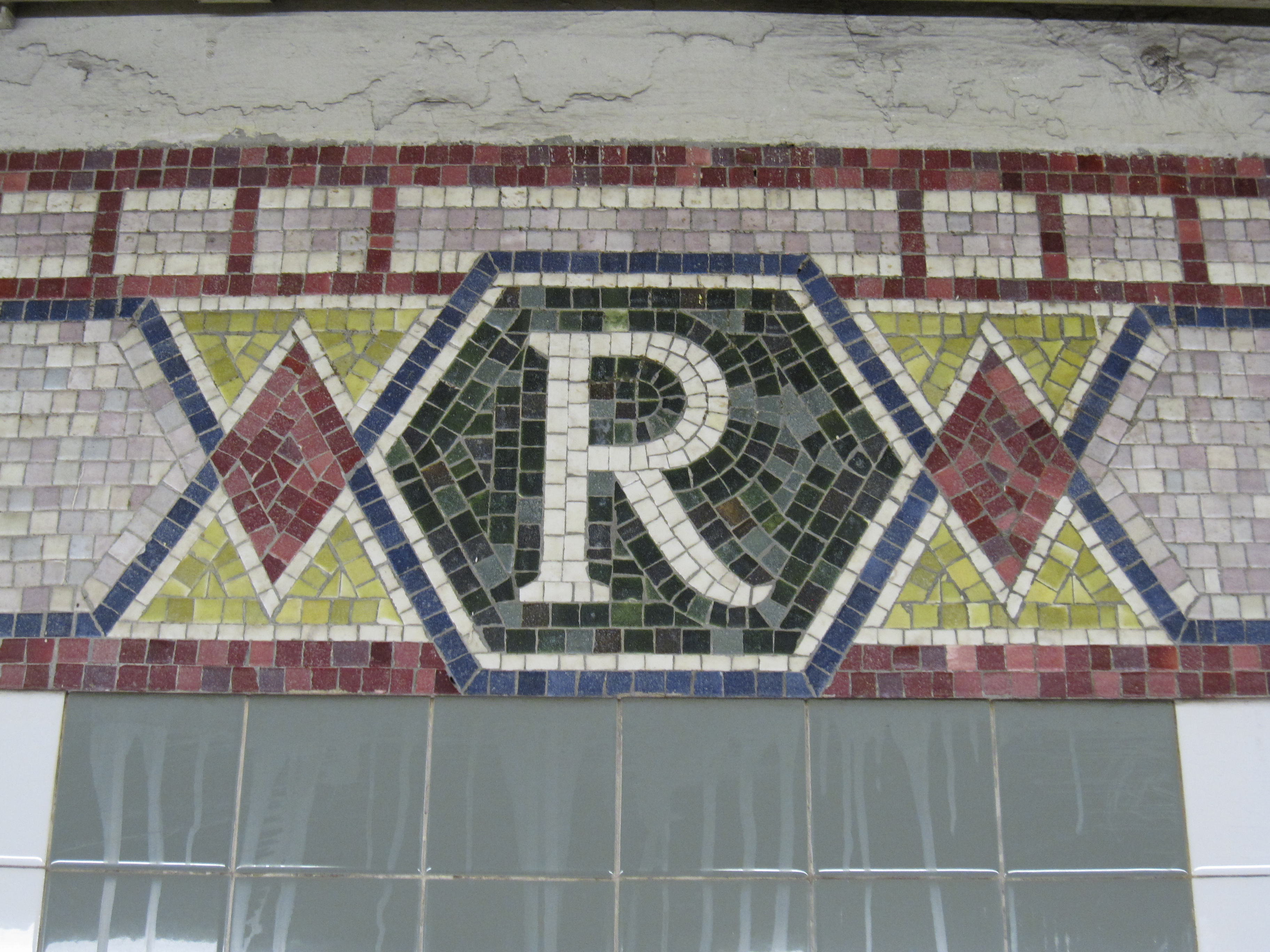
駅名頭文字の"R"を描いたカルトゥーシュ
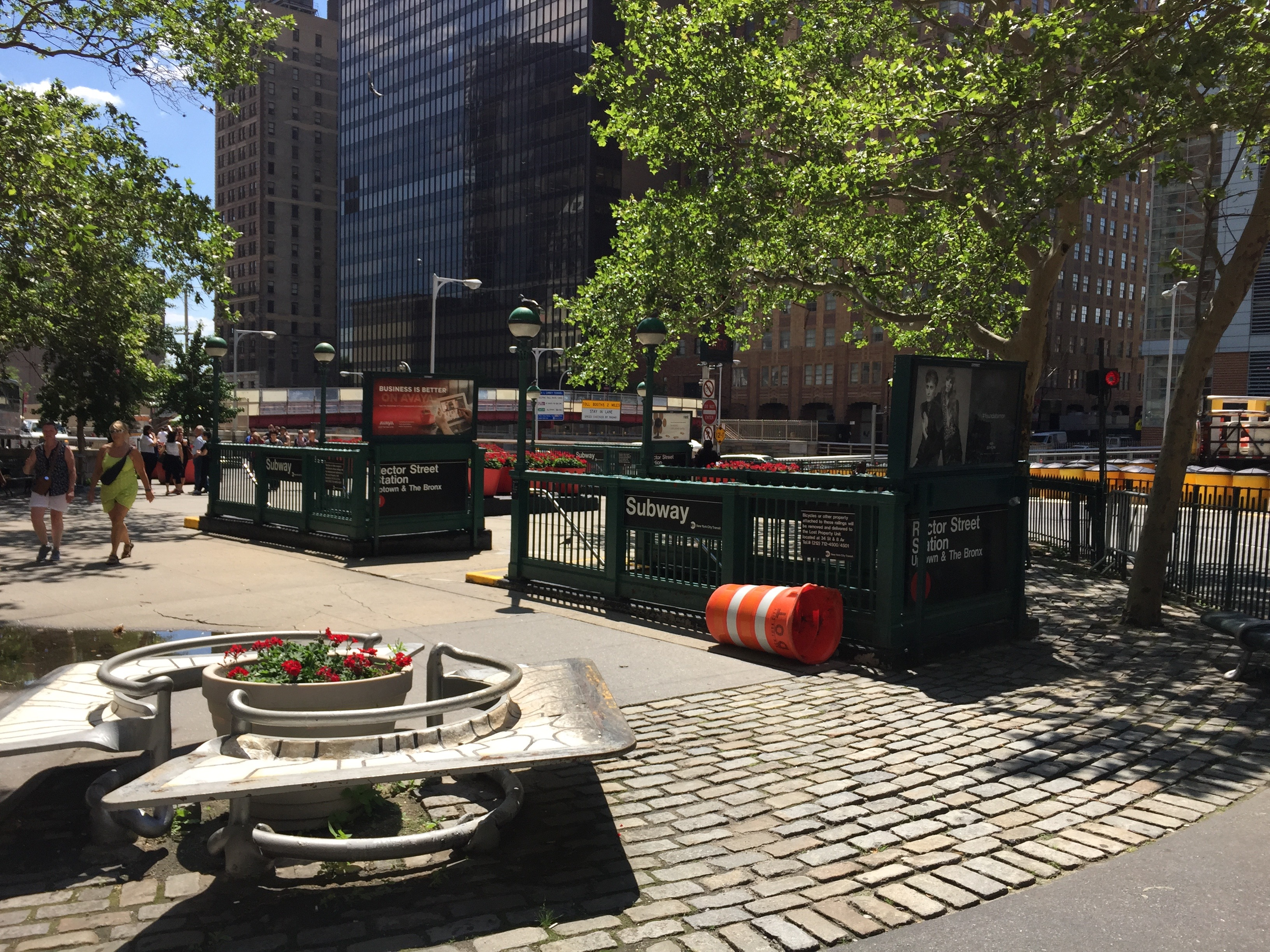
モリス・ストリートにある2本の入口階段